# Italiens Grand Prix 1973
Italiens Grand Prix 1973 var det trettonde av 15 lopp ingående i formel 1-VM 1973.  

## Resultat
1. Ronnie Peterson, Lotus-Ford, 9 poäng
2. Emerson Fittipaldi, Lotus-Ford, 6
3. Peter Revson, McLaren-Ford, 4
4. Jackie Stewart, Tyrrell-Ford, 3
5. François Cévert, Tyrrell-Ford, 2
6. Carlos Reutemann, Brabham-Ford, 1
7. Mike Hailwood, Surtees-Ford
8. Jacky Ickx, Ferrari
9. David Purley, LEC (March-Ford)
10. George Follmer, Shadow-Ford
11. Jackie Oliver, Shadow-Ford
12. Rolf Stommelen, Brabham-Ford
13. Jean-Pierre Beltoise, BRM
14. Graham Hill, Hill (Shadow-Ford)
15. Denny Hulme, McLaren-Ford

### Förare som bröt loppet
- Howden Ganley, Williams (Iso Marlboro-Ford) (varv 44, för få varv)
- Mike Beuttler, Clarke-Mordaunt-Guthrie (March-Ford) (34, växellåda)
- Niki Lauda, BRM (33, olycka)
- Clay Regazzoni, BRM (30, tändning)
- Carlos Pace, Surtees-Ford (17, däck)
- Gijs van Lennep, Williams (Iso Marlboro-Ford) (14, överhettning)
- Rikky von Opel, Ensign-Ford (10, överhettning)
- Wilson Fittipaldi, Brabham-Ford (6, bromsar)
- Arturo Merzario, Ferrari (2, upphängning)

### Förare som ej startade
- James Hunt, Hesketh (March-Ford) (olycka under kvalificering)

## VM-ställning
| Förarmästerskapet 1. Jackie Stewart, Tyrrell-Ford, 69 2. Emerson Fittipaldi, Lotus-Ford, 48 3. François Cévert, Tyrrell-Ford, 47 | Konstruktörsmästerskapet 1. Tyrrell-Ford, 80 2. Lotus-Ford, 77 3. McLaren-Ford, 46 |